# DT Lords of Genomes
『DT Lords of Genomes』（ディーティー ローズ・オブ・ゲノム）は、メディアファクトリーから2001年5月25日に発売されたゲームボーイ用のゲームソフトである。ゲームボーイカラーにも対応している。製作はゲームスタジオで、『エアーズアドベンチャー』以来の自社オリジナル作品。キャッチコピーは「子供は買うな！」。

## 概要
ナノマシン「DT」により多彩な現象を引き起こすことのできる「DTマスター」の戦いを、カードゲームとして表現している。システムとしてトレーディングカードゲームを採用しているが、カードごとに詳細に記載されているフレーバーテキストは膨大・濃厚な内容なうえ、すべて世界観にかかわっている。さらにテキスト中の単語はハイパーリンクで繋がっており、これらを読み進めることは本作を楽しむ上で外せない要素となっている。ストーリーでは、DTマスターの戦いのうち「ばら6号事件」と呼ばれるものを描いているが、登場キャラクターのプロフィールやDTの開発経緯などはほとんど明かされず、カードのテキストを読むことでそれらは明らかとなる。一風変わった学園恋愛ドラマから残酷表現まで、DTマスターをめぐって目まぐるしく展開していくストーリーが特徴。
テレビアニメ『DTエイトロン』やラジオドラマ『DTヴァンパイア』を原作としているが、全く原型をなしておらず、タイトル以外の絡みはない。

## ゲームルール
基本的なルールはマジック:ザ・ギャザリングに近いが、独自のシステムとしてCPとSPがある。マスターはCPと呼ばれるライフポイントを持つが、ユニットが倒された場合、そのユニットのCP分を支払わなければならない。SPとはスピードのことで、これも全てのユニットに設定されている。戦闘フェイズでは敵味方問わずスピードの高いユニットから攻撃していく。
また、「自分のターンの間は手札が7枚になるまで山札を何回でも引ける（手札は自由に捨てられる）」というルールがあり、ゲーム全体の回転率を早め、序盤の引きの悪さによる敗北を防ぐと同時に、山札0による敗北の危険も伴う。
カウンター系のカードが非常に少なく、即破壊系のカードも無いため、ユニットによる攻撃に重点を置いたゲーム性になっている。

### カードファイブ
5枚のカードのうち1枚を出し、CPが高いほうが勝ち。また、カードにはジャンケンの属性が設定されているものもあり、ジャンケンに勝った場合はCPが1プラスされる。お互いカードが開示されているが、またルーレットによってCPがボーナスされることもあり、ランダム性が高い。

## 世界設定
「限られた人類が、下等な人類を支配する」という理念から行動する秘密結社マハトの下位組織「シルヴァプラナ機関」により、ナノマシン「DT」が開発された。DT技術をコントロールできる「DTマスター」は体内にDTを使い、生物や物質を合成するためのデータをメモリーセルと呼ばれるRNAの形で保存する。保存されたデータに従いDTは様々な酵素を作り、その酵素により細胞を変化させ、別の生物に変身したり、自然界には存在しないような生物を生み出すこともできる。
武装テロ集団としての性格を強めていた宗教団体「超生教団」にも、DT開発者によりDT技術がもたらされる。遺伝子操作に反対するNGO「スパイラル・オーダー」も秘密組織「エリクシール機関」を設立し、マハトに敵対する。

## ストーリー（ばら6号事件）

### 第1部
監視衛星「ばら6号」が、DTマスターの存在を感知した。その人物の名は榊拓馬。拓馬はDT開発者の1人である淡島喜八郎によりマスターとなるが、その直後彼の目の前で、彼女である西あゆみが命を落とす。DTマスター同士の戦いに巻き込まれた拓馬は、戦いの中で「正義とは何か」という疑問を抱くが答えは出ない。
ある時拓馬の前に、薔薇と名乗る男が現れる。薔薇は拓馬を戦士と呼び、戦士に正義はいらないと言う。そしてもうすぐ現れる強大な敵と戦うため、戦う気があるなら力を貸し自身の真の名前を教えると薔薇は言う。拓馬は、薔薇の真の名前を聞く。

### 第2部
渋谷で友人のりあんと買い物をしていた飴井由佳はDTマスターの攻撃で重症を負うが、緋瓦渉に治療される。自身がDTマスターであることを知った由佳は、渉からDTの技を教わる。拓馬が死んだあゆみに縛られていることから由佳と友人の雄太は、拓馬に好意を持っている千尋を拓馬とデートさせようとする。しかしそこで敵のDTマスターが現れ戦闘となり、拓馬と由佳がDTマスターであることが友人たちに露見する。由佳たちはあゆみとの関係について拓馬に訪ね、拓馬は自虐ネタで返す。
その帰り道で由佳はあゆみに出会う。由佳は彼女を追った先であゆみを合成した判事と、判事の上役の長官に出会う。自分が既に死んでいることに困惑するあゆみを判事は拳銃で撃つ。由佳があゆみを治療すると、判事は合成したユニットの始末は自分でつけるよう忠告するが、由佳はあゆみを友達だと言い判事と戦う。長官は今何が起こっているのかを由佳に話す。
人工衛星「ばらシステム」が意志を持ち、人類への挑戦として最強のマスターであるN1を倒そうとしている。そのために薔薇は拓馬を取り込もうとしているという。しかし由佳はあゆみの気持ちを優先し、あゆみから「拓馬を助けたい」という意見を聞くと、彼女を連れて家に帰る。
翌日。由佳が校庭に着くと、戦いを終えた後の拓馬が機械の残骸と混ざり合い板状の物体となる。板は由佳に倒されると動かなくなり、ばら6号を破壊し宇宙から戻ってきた渉の手で機械の残骸と拓馬に戻る。生徒たちに戦いを見られた由佳は秘密を明かし、改めて皆に自己紹介をする。

## 開発
開発期間は4年。ディレクターは遠藤雅伸。内容はバイオレンス要素が高く、そのために一時期発売未定となっていた。
当初は64DD用ゲームとの連動が予定されていたが、サービスの終了に伴い開発方針を変更しゲームボーイ単体で遊ぶものとなり、64DD版は開発中止となった。
関連作品を求める声は多いものの、「それが売れるかどうか」という問題から制作には至っていないという。

## 評価
『週刊ファミ通』のクロスレビューでは40点満点中28点(8,7,6,7)、『ファミ通64+』のクロスレビューでは40点満点中29(8,8,5,8)点を得た。

## 小説
DT ノーメンクレーター
緋瓦渉を主人公とする、本編の前日談。公式サイトに掲載されている。ゲーム中で入手できるパスワードを入力すると、さらに別の物語を見ることができる。2014年10月26日にはKindle版が発売された。
七夜物語 DT異聞
ゲームの設定を借りた外伝作品。2003年2月25日発売。

## iアプリ版
「DT」を携帯電話用のアプリにするという話が上がり、最初に『バナナ・メイヘム』が企画された。しかし世界観の説明は『ローズ・オブ・ゲノム』の方がわかりやすいと判断され、先に『ローズ・オブ・ゲノム』が移植された。
戦闘方法はGB版とは異なり、ターン毎にたまっていくMPを消費してユニットを召喚したり、技を使うというRPGのようなものとなっている。
DT ローズ・オブ・ゲノム
「榊拓馬編」は2002年6月7日、「飴井由佳編」は2002年7月3日より配信。ストーリーの大筋はGB版と同じだがテキストが書き換えられており、第11話とエピローグはカットされている。
DT バナナ・メイヘム
『ローズ・オブ・ゲノム』から1年後の物語。キャラクターデザインは鈴木イゾ。「犬養慎蔵編」は2002年10月7日、「北川咲弥編」は2003年5月16日より配信。3作で完結の予定だったが、2作に短縮されている。一圓光太郎によれば、制作されなかった第2話「和歌山編」は北川咲弥編より前のストーリーだった。

### ストーリー（バナナ・メイヘム）

#### 犬養慎蔵 編
会社員・犬養慎蔵は、朝起きると犬人間になっていた。DTマスター・堀尾美菜子と、犬養を改造した華厳長一から事情を説明された犬養は、任務遂行のため福岡市へと飛ぶ。
任務とは、DT研究者クロード・メランベルジュが日本での愛人である中村裕江の元に行ったきり消息を絶ったため、その調査を行うというものだった。犬養は先にスパイとして潜入していたブルテリア古田から、メランベルジュが諜報組織エリクシール機関に暗殺され現在は冷凍保存されていることを聞かされる。蘇生の可能性を信じ、犬養は古田と脱出を図る。エリクシール機関のDTマスター・バニラに阻まれるがこれを退け、犬養と美菜子は葬儀社へ向かい古田は事後処理のため裕江の屋敷に戻る。
古田によればメランベルジュの甥を名乗る男マルセルが来日しているらしいが、美菜子によればメランベルジュに甥はおらず、マルセルは敵のスパイだという。葬儀社にはメランベルジュの遺体はなく代わりにマルセルが待ち受けており、裕江は既に死んでおりバニラが変装していること、古田が寝返っていること、特殊なバナナを美菜子から奪うために犬養らを罠にかけたことを明かす。マルセルを退け、裕江の屋敷に遺体があると予測を立て2人は屋敷へ戻る。
裕江ことバニラを倒し、2人は遺体を奪取した。空港で飛行機が来るまでの時間を潰していると、美菜子は犬養に自分たちと仕事をしないかと持ちかける。犬養は現在の仕事のメリットから申し出を断り、会社員を続けることにした。

#### 北川咲弥 編
1週間しか生きられないゾーイは魔法のバナナを食べることによって次の自分を合成し、短い命をつないでいた。1週間以上生存するための方法を知る科学者クロード・メランベルジュの元へ飛行機で向っていたゾーイたちは、DT破壊ユニットにより松尾大祐を残し全滅する。見回りにきたDTマスター・ルチアを退けた大祐は生存者がいないか確かめていると、バナナをなくしてしまったというゾーイのプリンセス・北川咲弥を発見する。
飛行機のパイロットの携帯電話から、安全な場所にメランベルジュを移すという連絡が入り、大祐たちは電話相手と落ち合うこととなった。待ち合わせ場所で待っていたのは、カエルのような頭部をしたガンマ岡路だった。大祐たちは岡路を退け、彼の乗ってきたトラックの荷台を確認すると、そこにはゴリラがいた。ゴリラは人間として死亡した後脳を移植されたメランベルジュであると自己紹介し、ゾーイはバナナを食べると血中成分が変化し1週間で脳梗塞を起こす、つまりバナナを食べなければゾーイは死なないということを明かす。
ゾーイたちはDTマスター・ウェルチに騙されていたのである。ウェルチは一昨年死亡したが意識は7本のバナナに記録され、全てのバナナを揃えた時復活する。そうして自分の意識が再生産され続けるよう嘘を張り巡らせたのだった。この話をゾーイたちにするため、大祐たちはゾーイの集合場所へ向かう。
到着すると「本物」の北川咲弥が姿を見せる。大祐が連れてきたのはDTマスター・堀尾美菜子が化けた偽物だったのである。ゾーイの集合場所を調べるという任務を終えた美菜子はメランベルジュを連れて逃げようとするが大祐に阻まれる。大祐を倒した美菜子はメランベルジュの無事を確認し、咲弥とメランベルジュの接触でバナナが全て揃い、ウェルチが復活するであろうことを危惧する。美菜子はDTで岡路を合成しトラックの運転をさせる。出発の際の悶着で荷台に咲弥が侵入し、バナナを揃え終えるところだったが寸前で美菜子が阻止する。しかし咲弥はメランベルジュにバナナのデータを輸血し、ウェルチは復活する。ウェルチによりトラックは川に落ち、美菜子も着水した。ウェルチを倒したところに岡路がゴリラの餌用バナナの入ったダンボール箱とともに流れてきた。当分バナナを見たくないと言う美菜子は、箱を川の流れに任せた。